# Biserica de lemn din Vișina

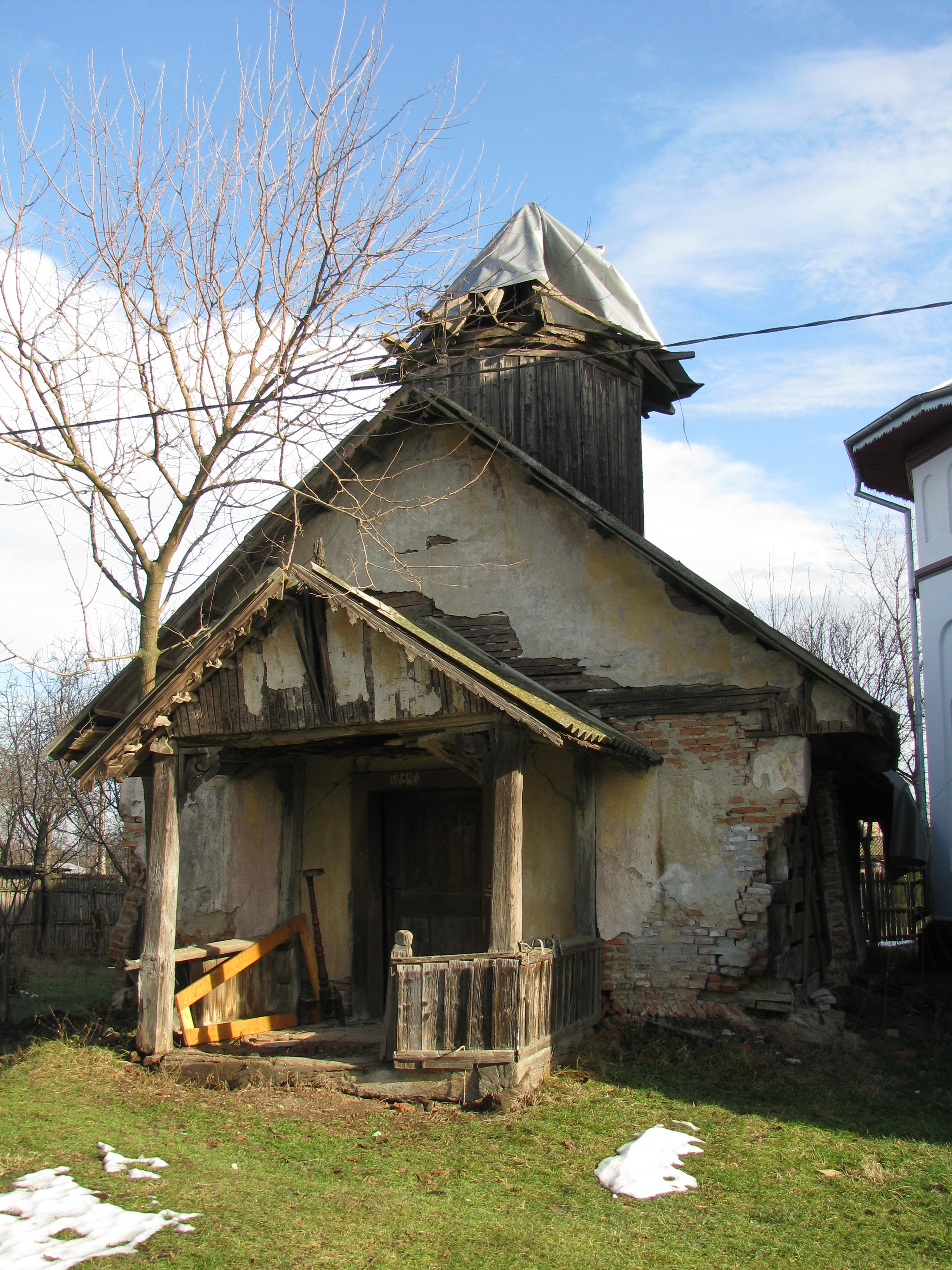
Biserica de lemn din Vișina, județul Dâmbovița. Foto: decembrie 2009

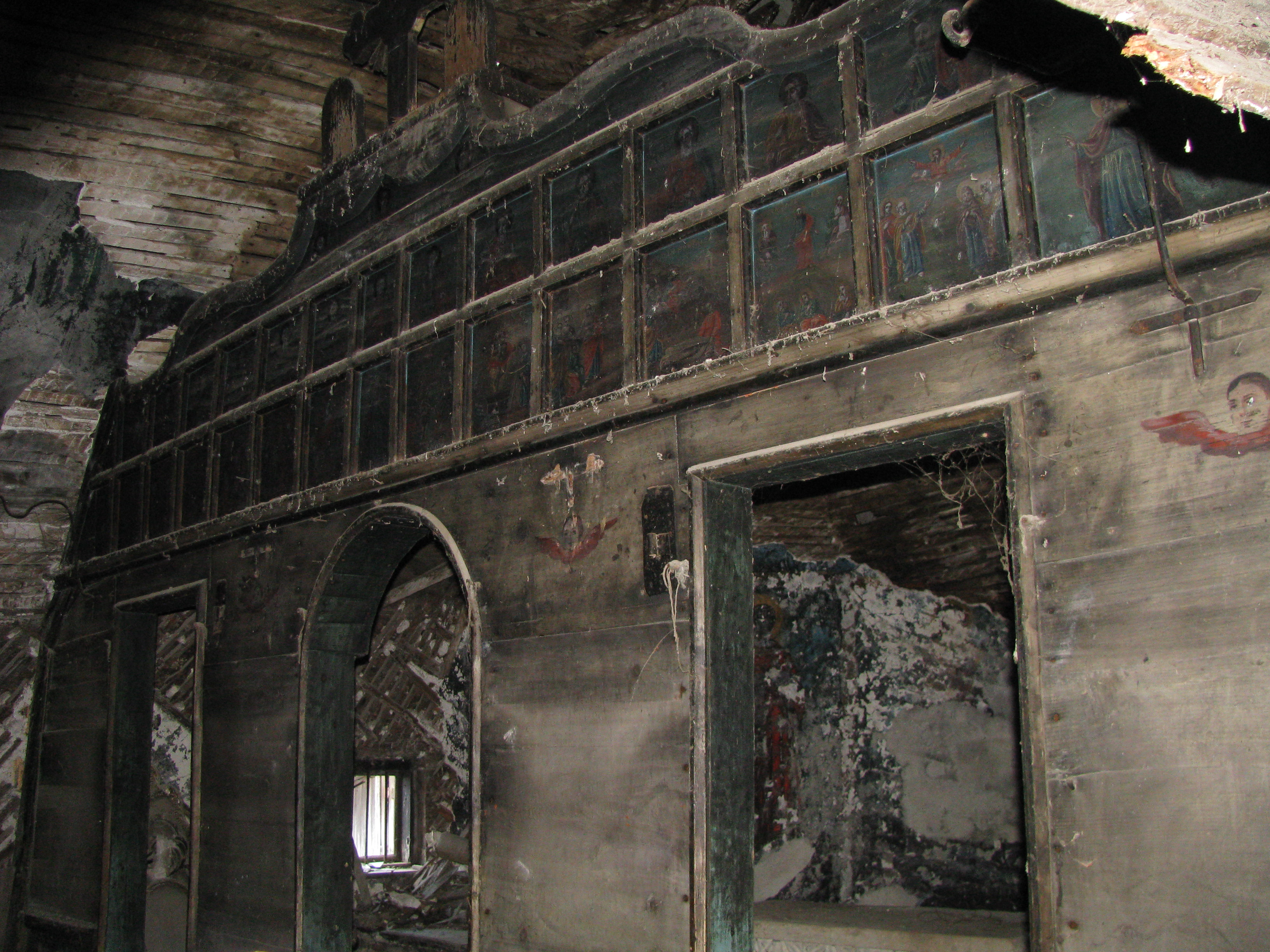
Biserica de lemn din Vișina, județul Dâmbovița. Iconostas. Foto: decembrie 2009

Biserica de lemn din Vișina, comuna Vișina, județul Dâmbovița, poartă hramul "Nașterea Maicii Domnului" și datează din anul 1622.  Biserica este înscrisă pe noua listă a monumentelor istorice, LMI 2004:  DB-II-m-A-17764.

## Imagini din exterior

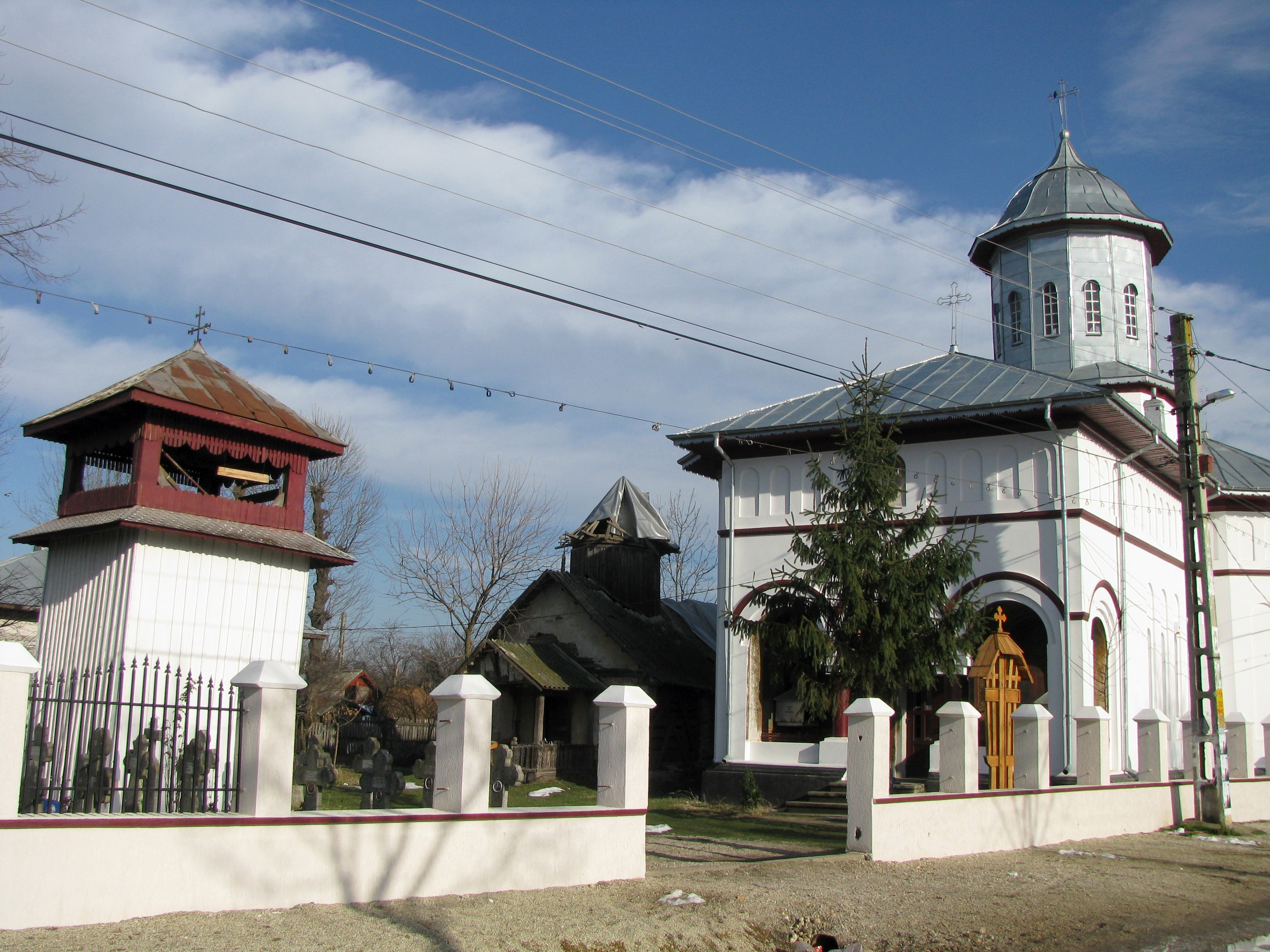
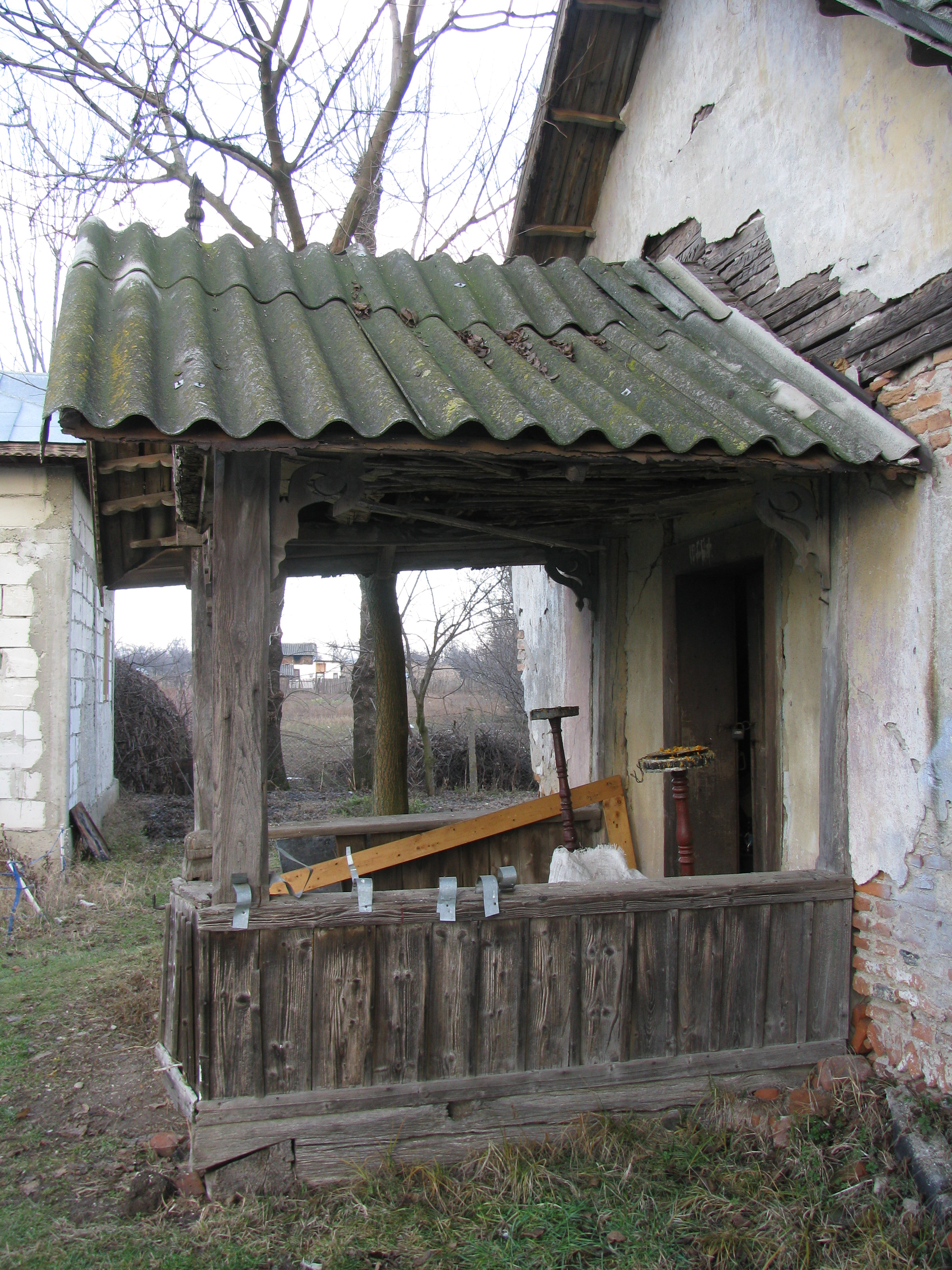
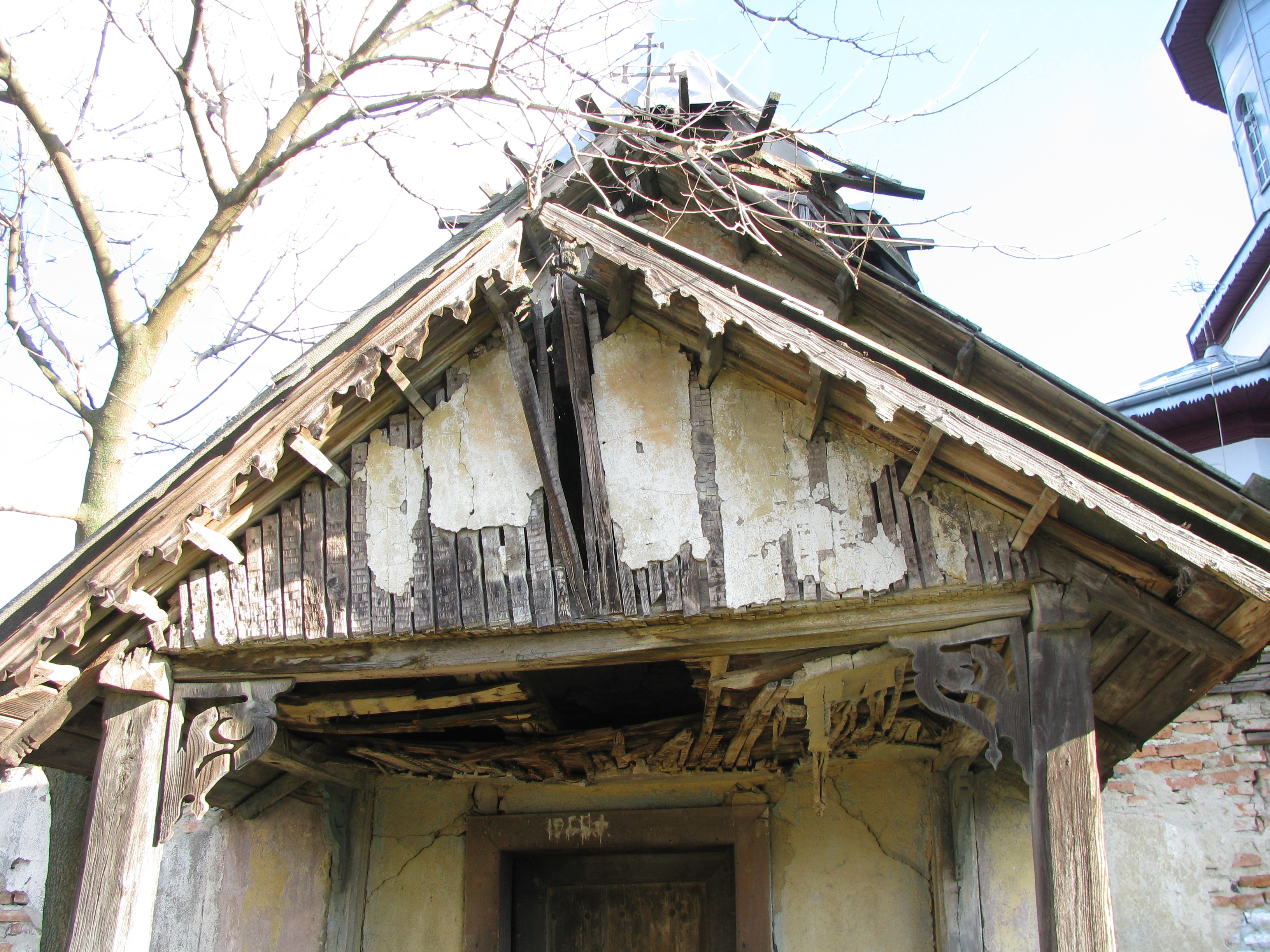
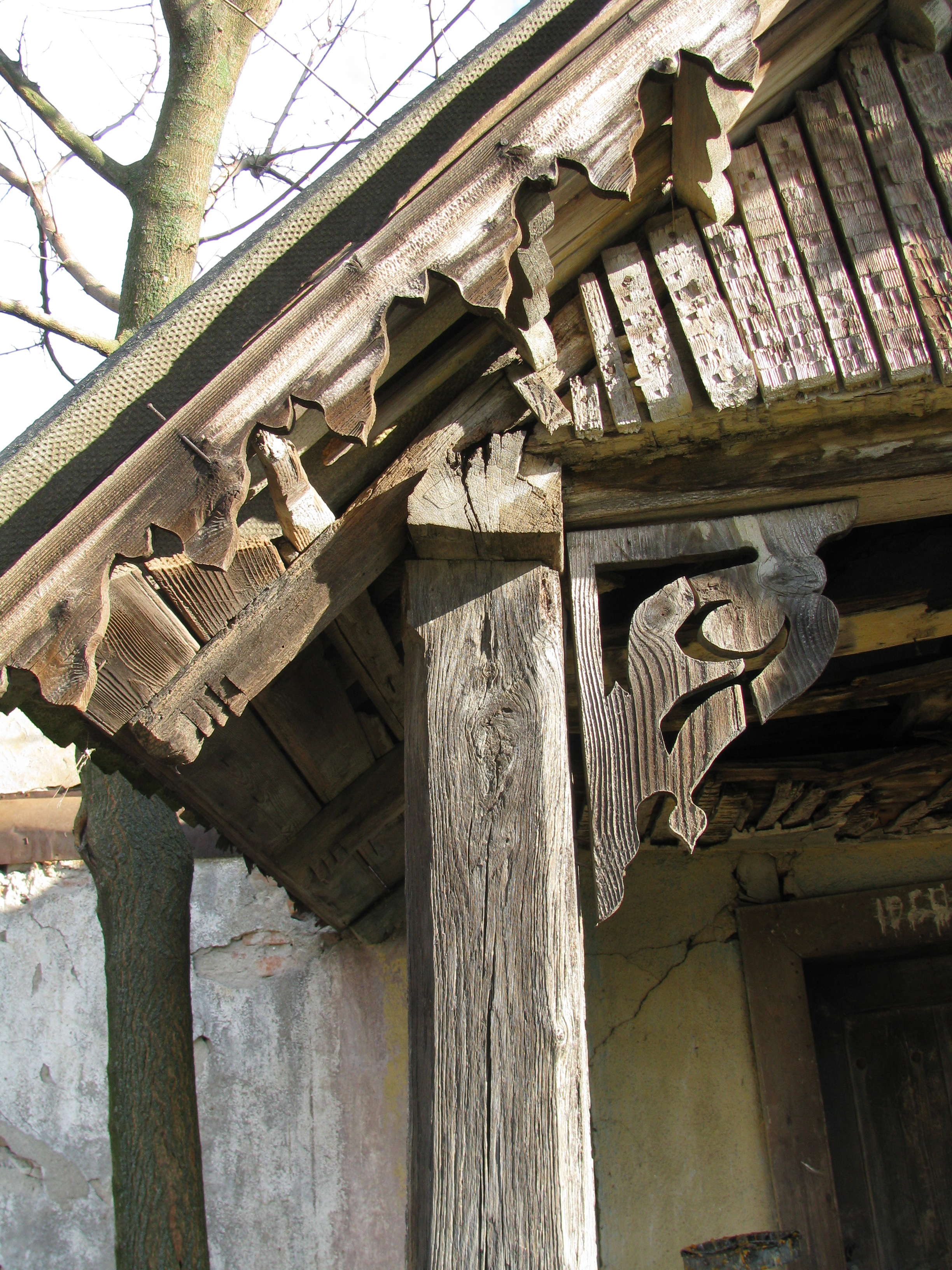
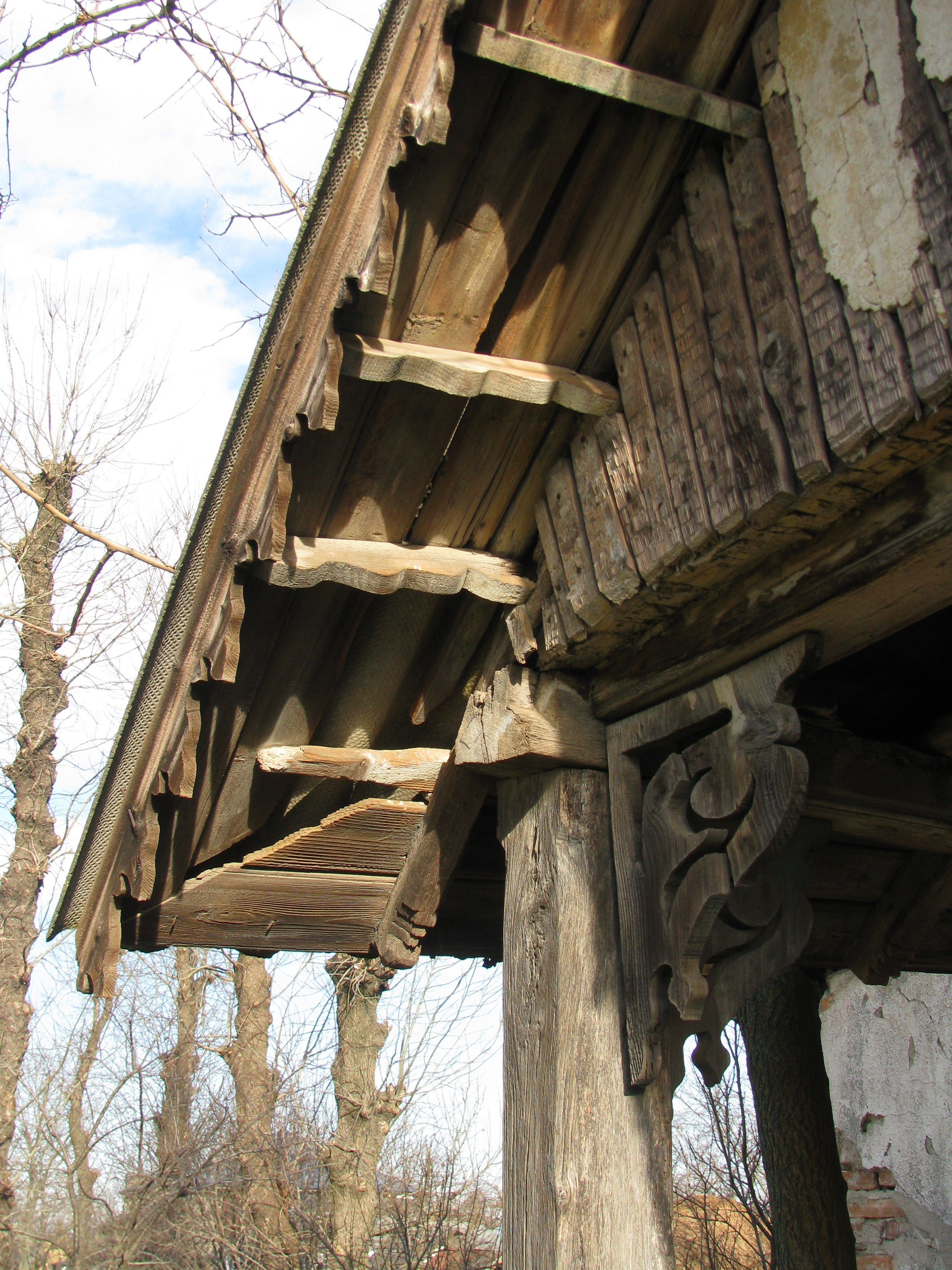
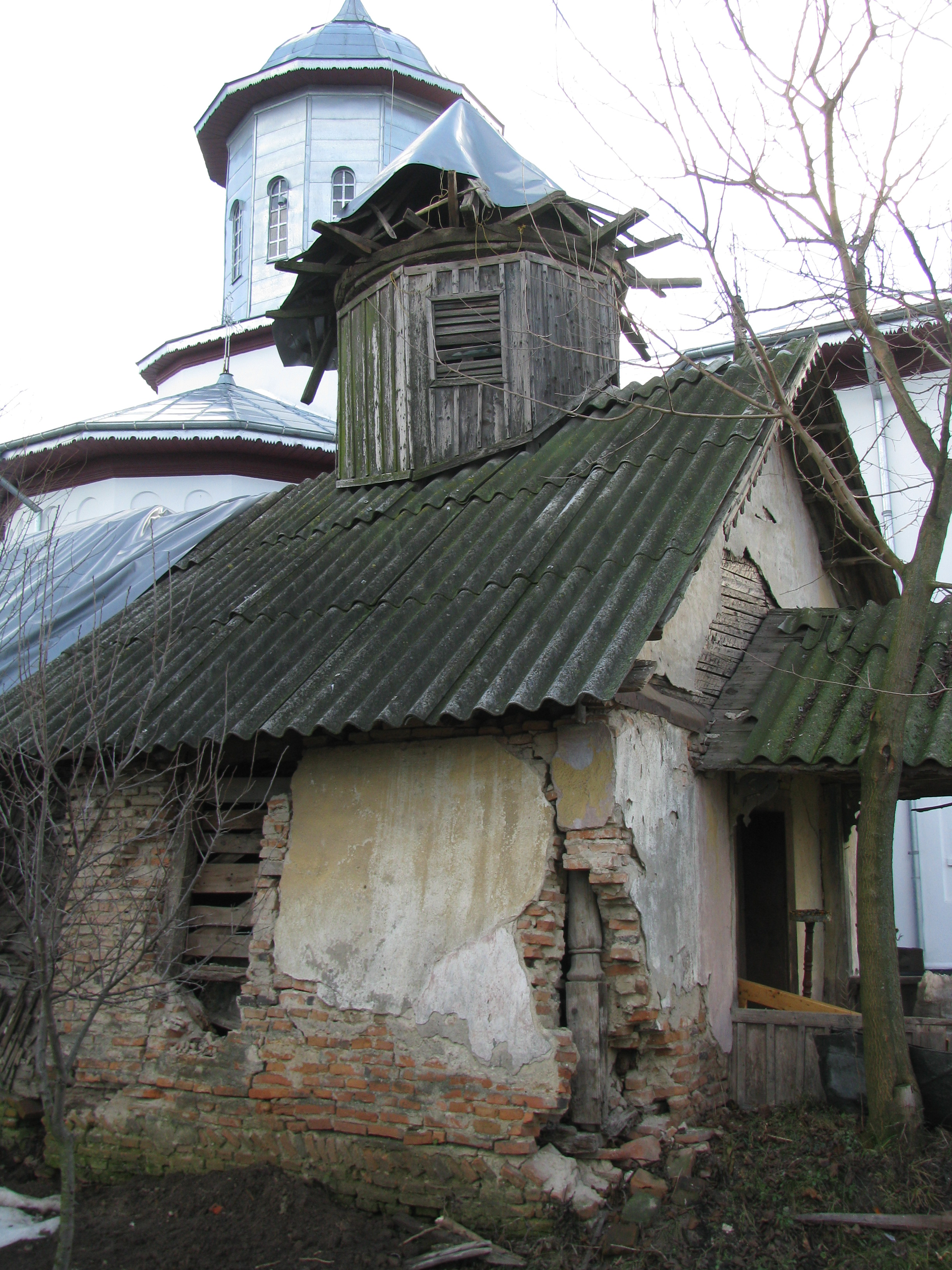
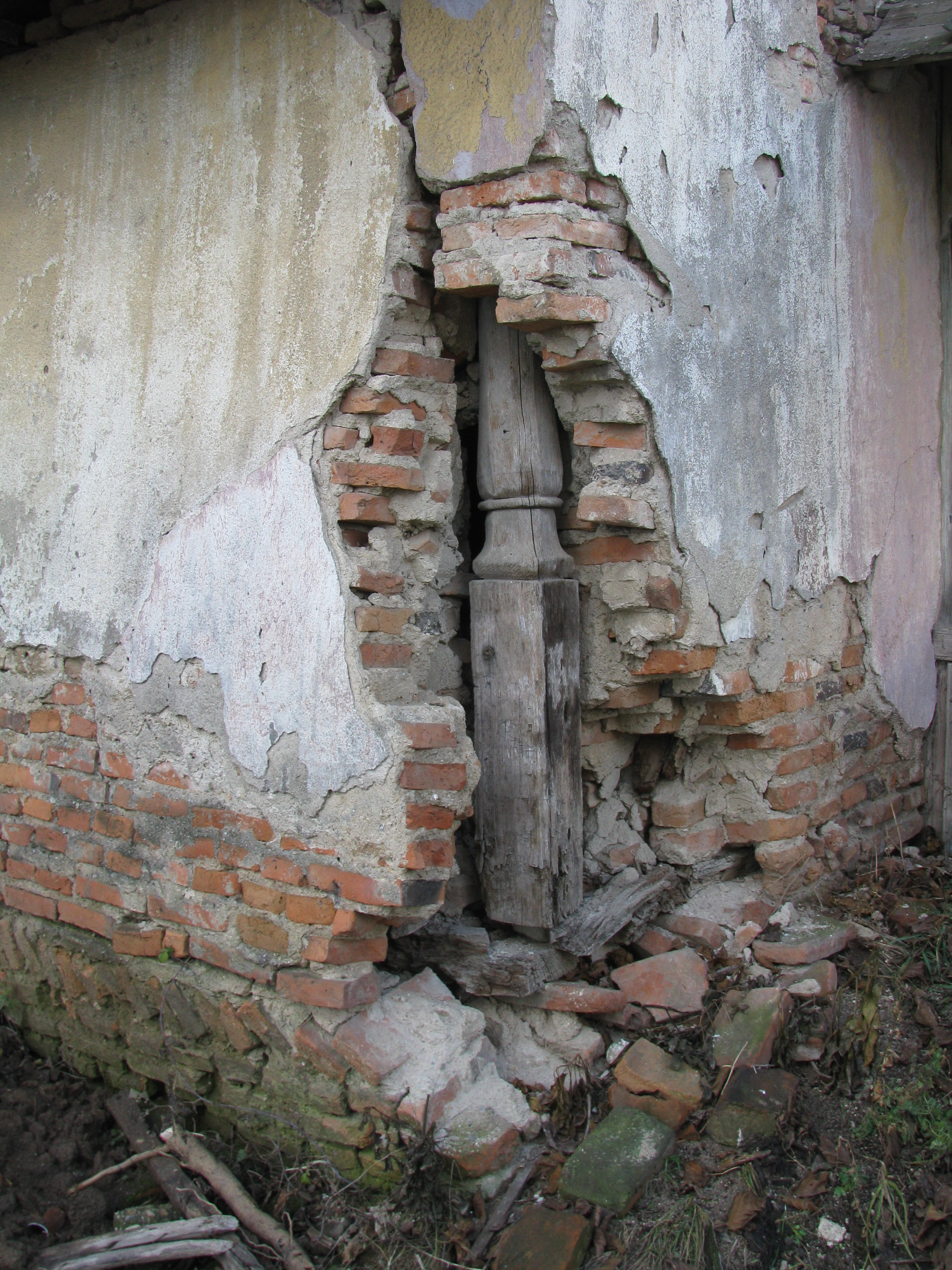
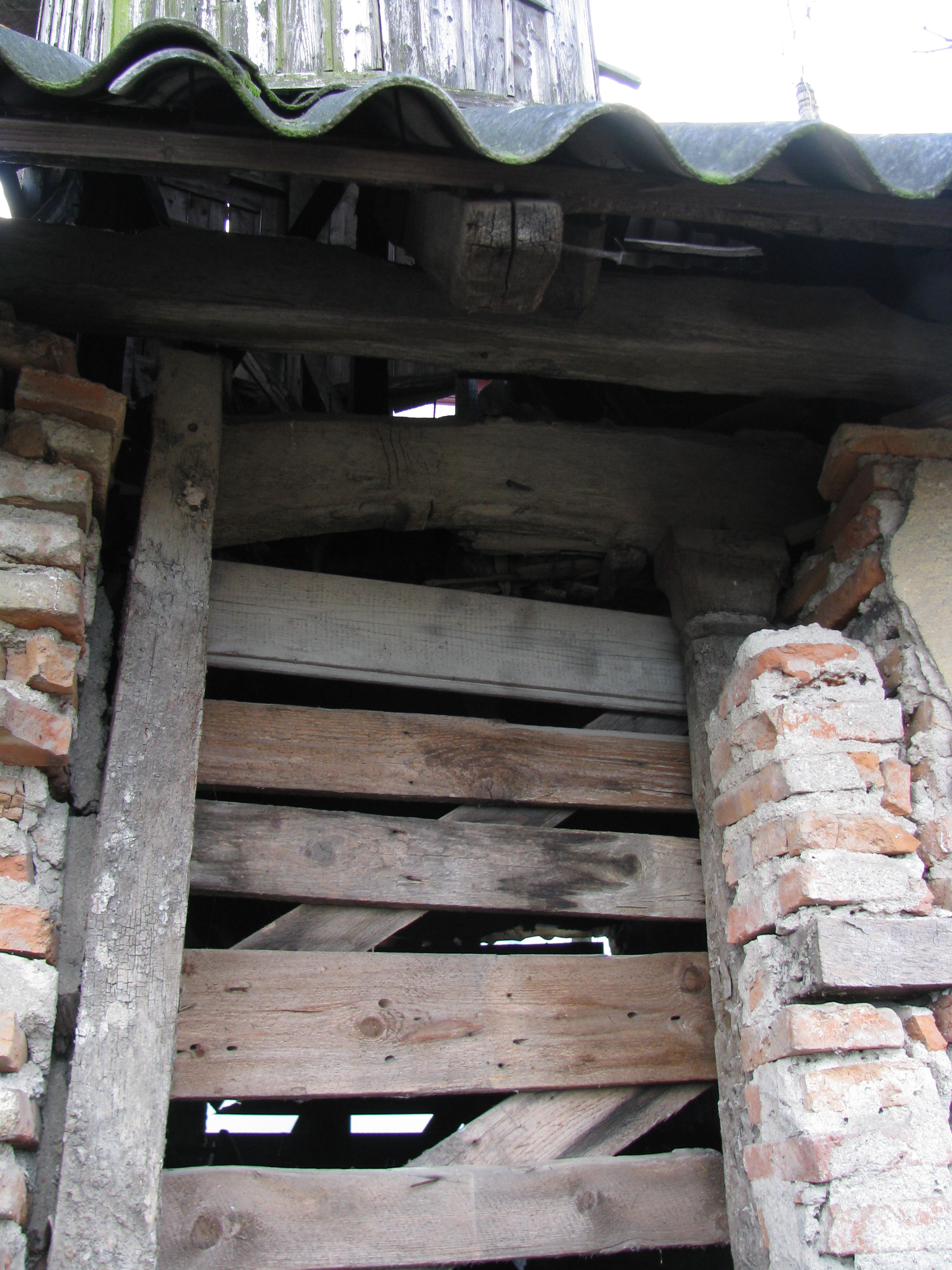
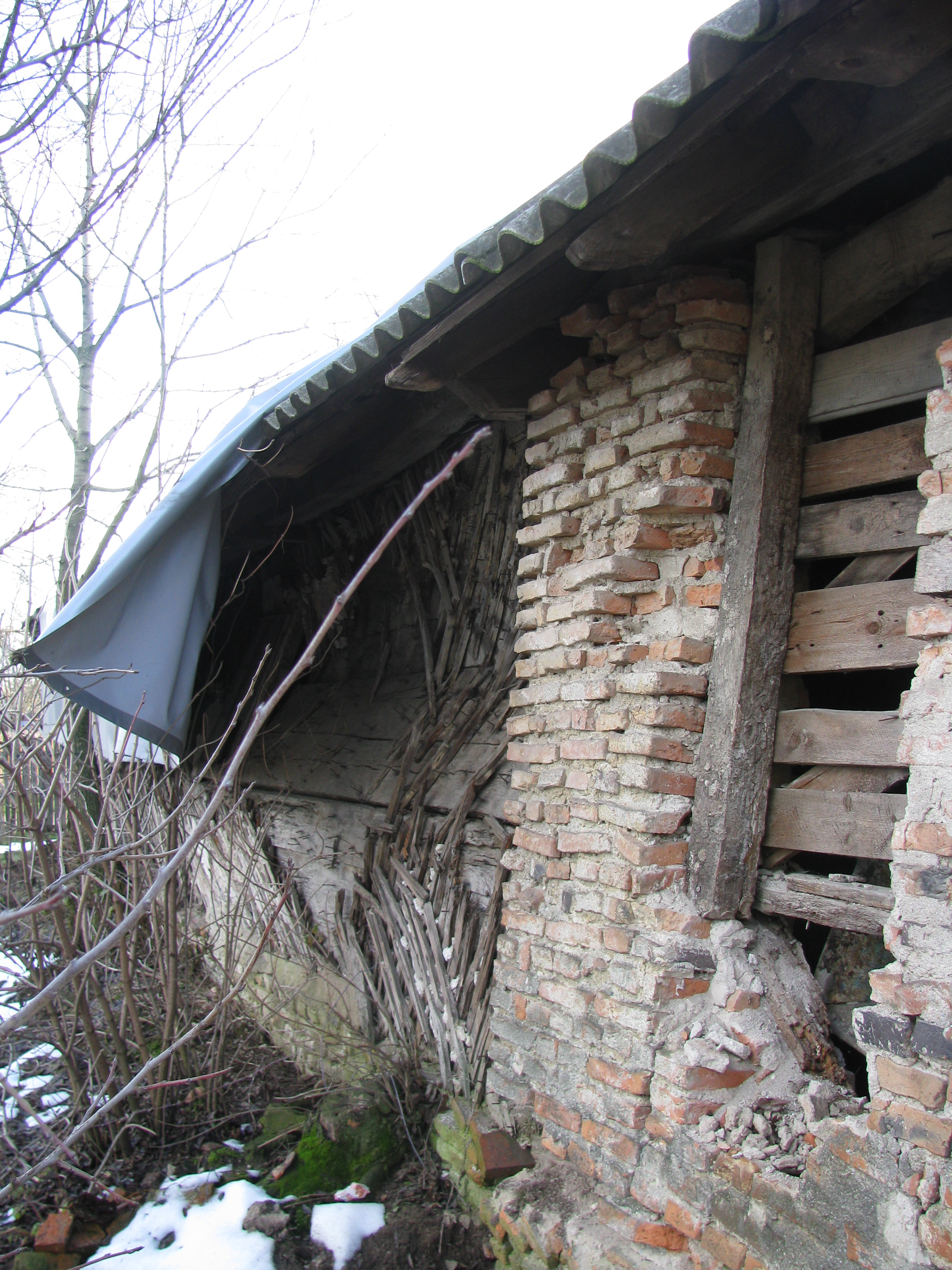
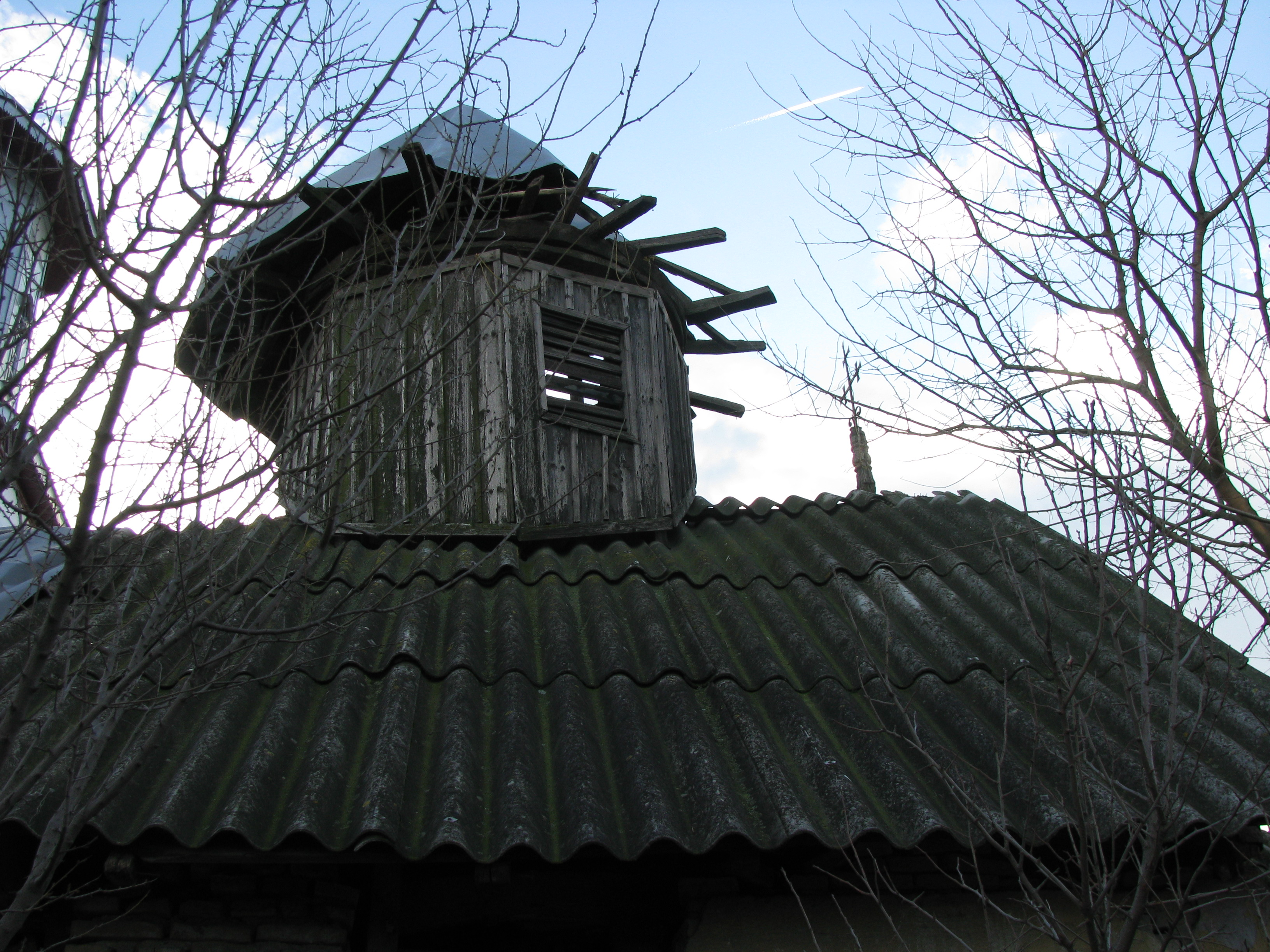
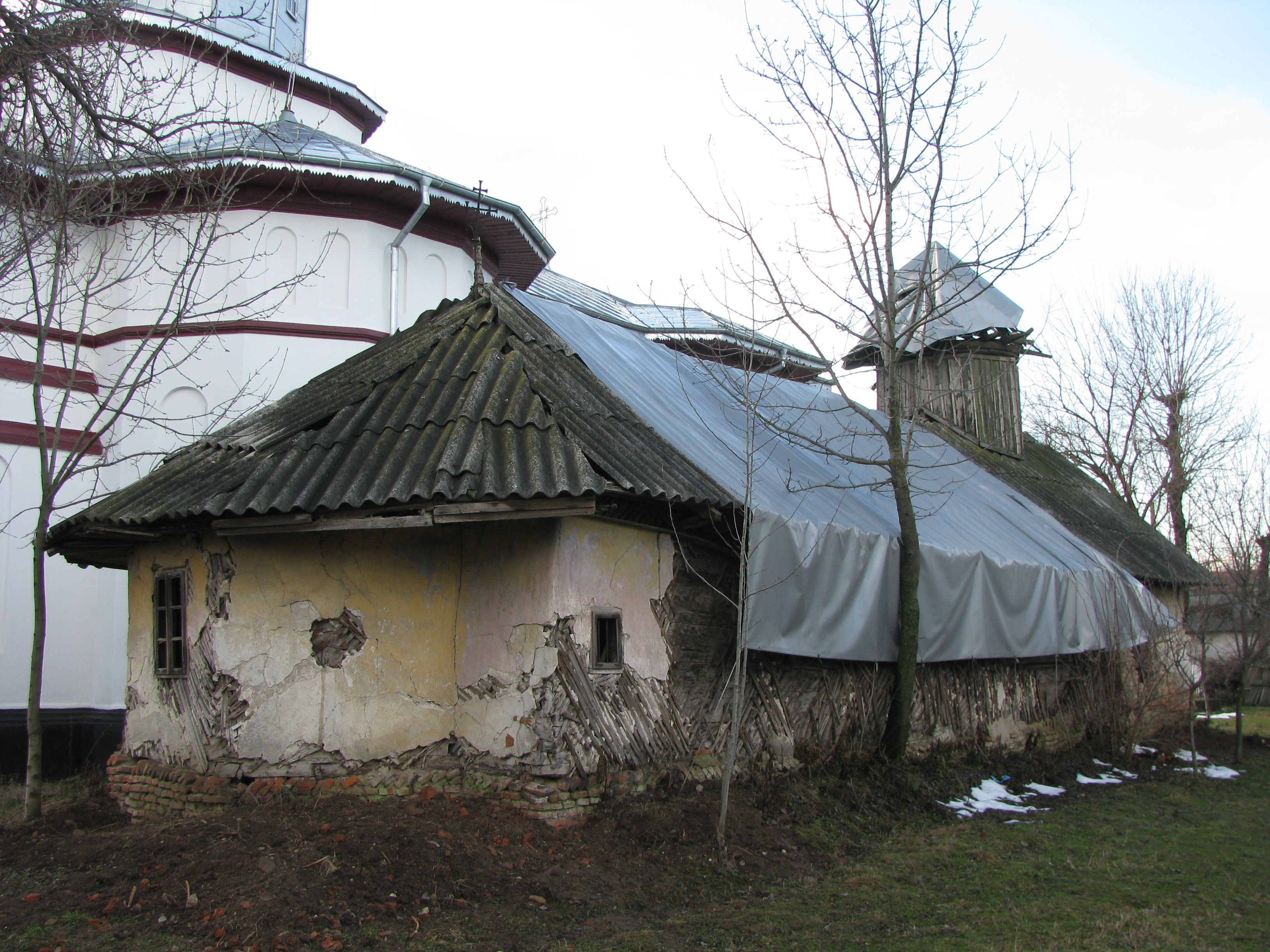
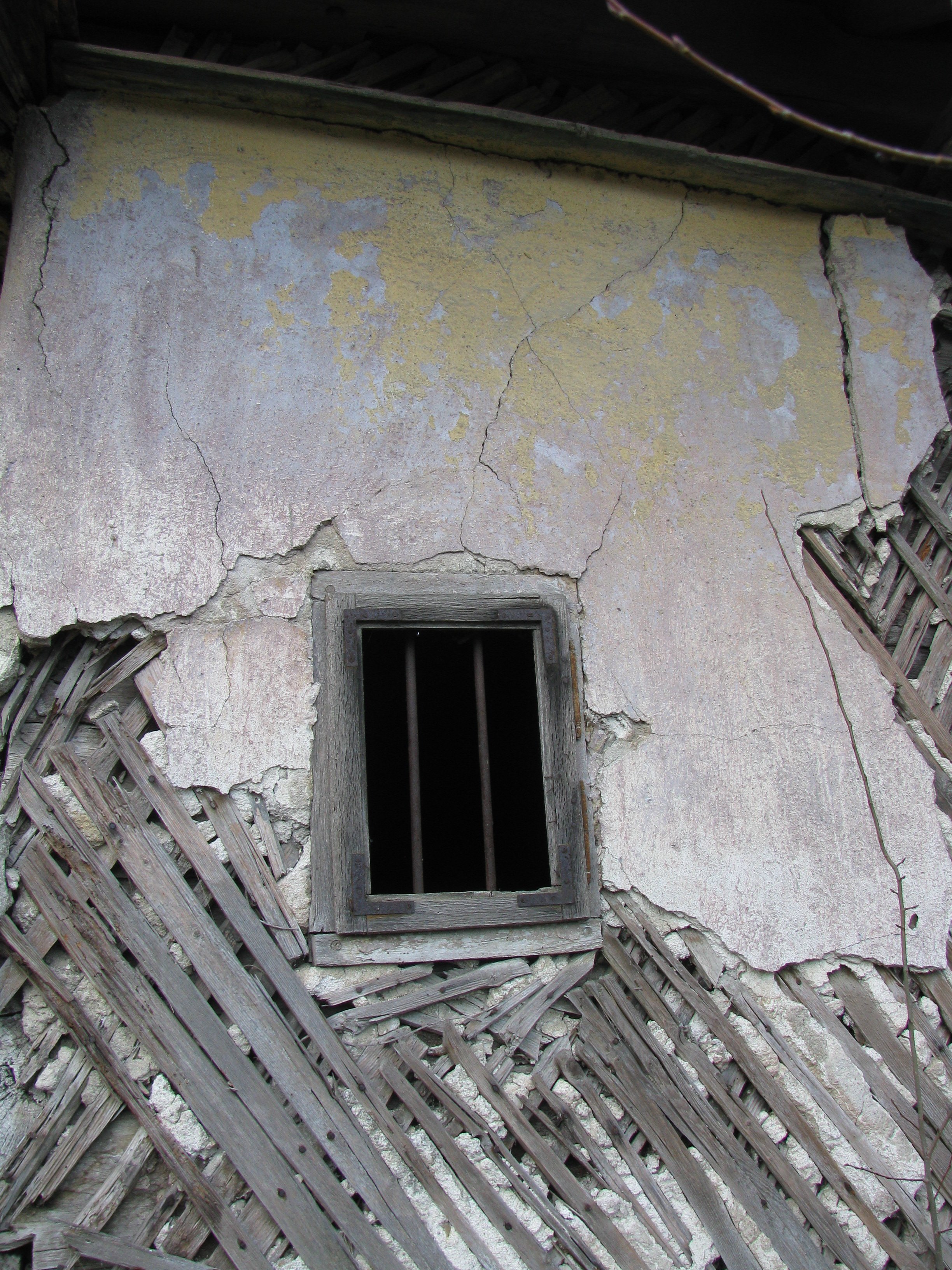
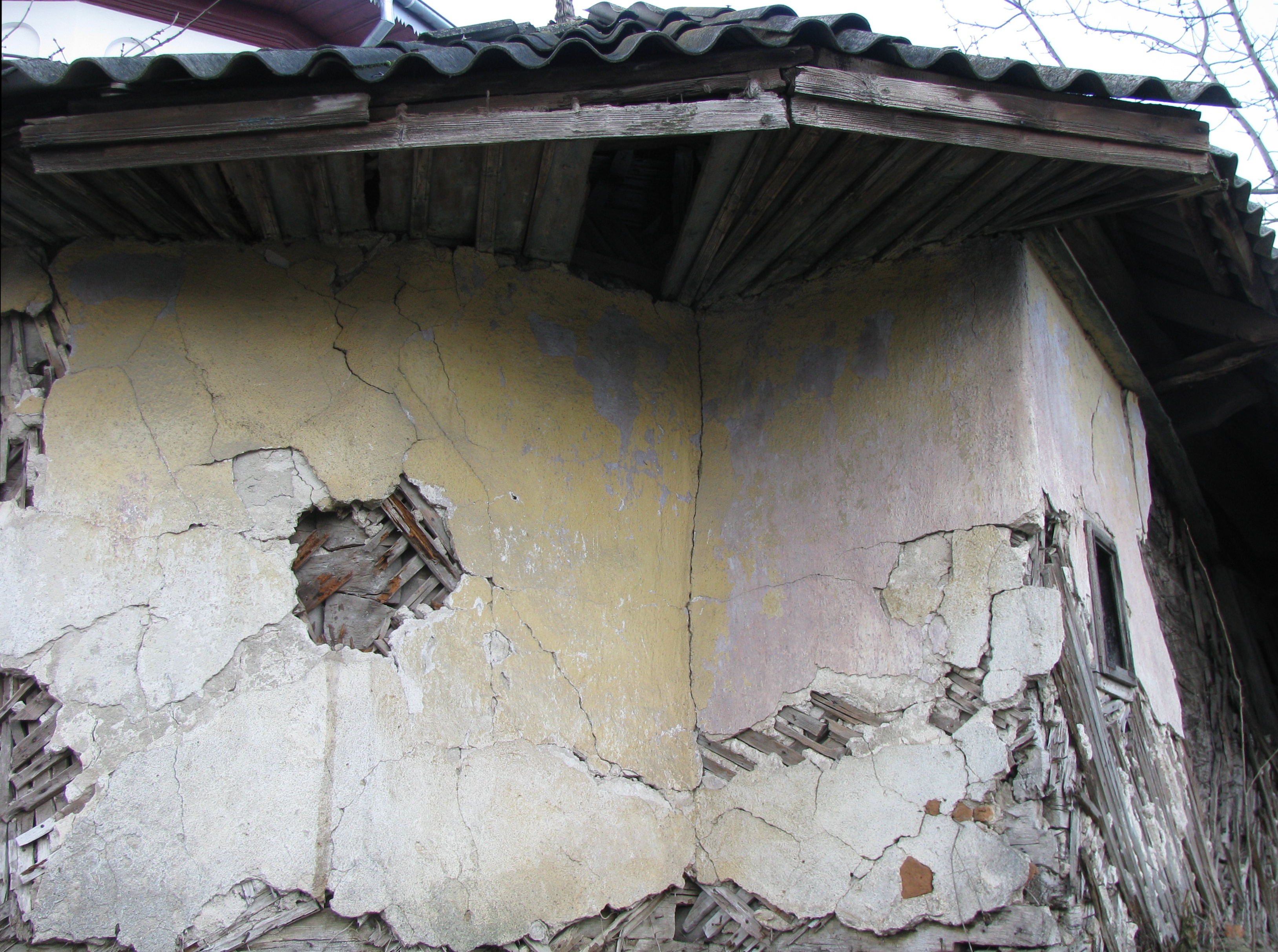
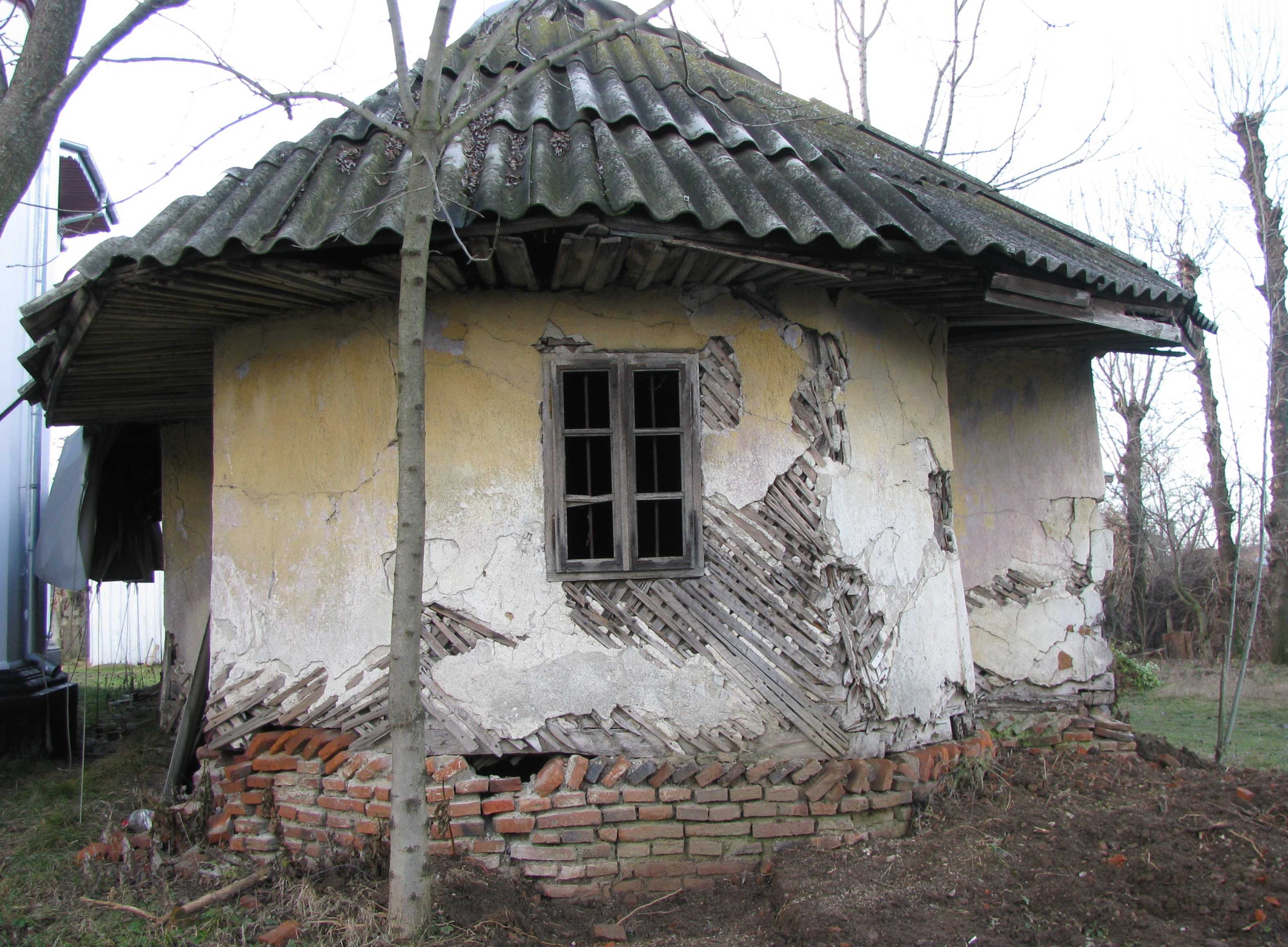
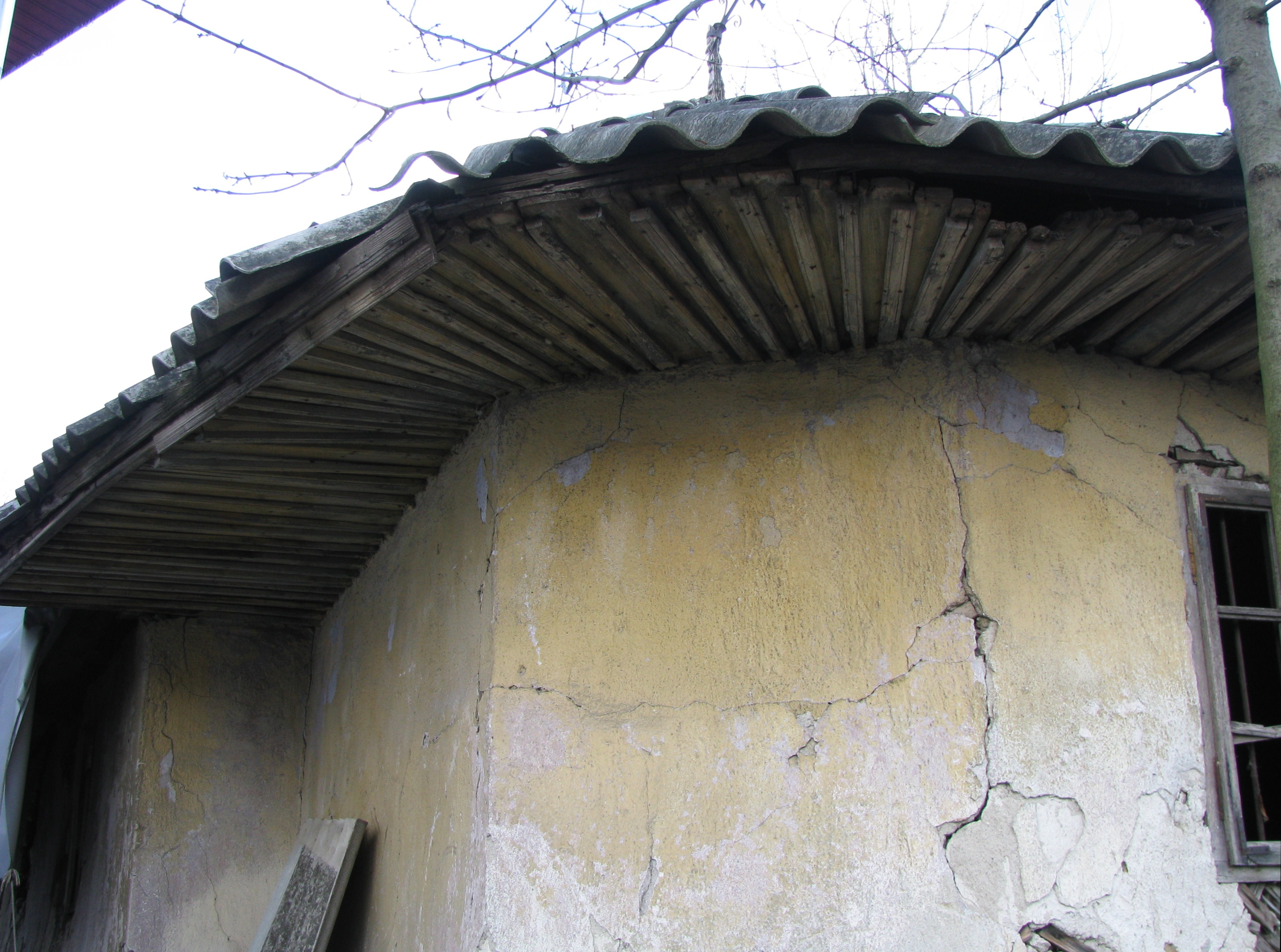

## Imagini din interior

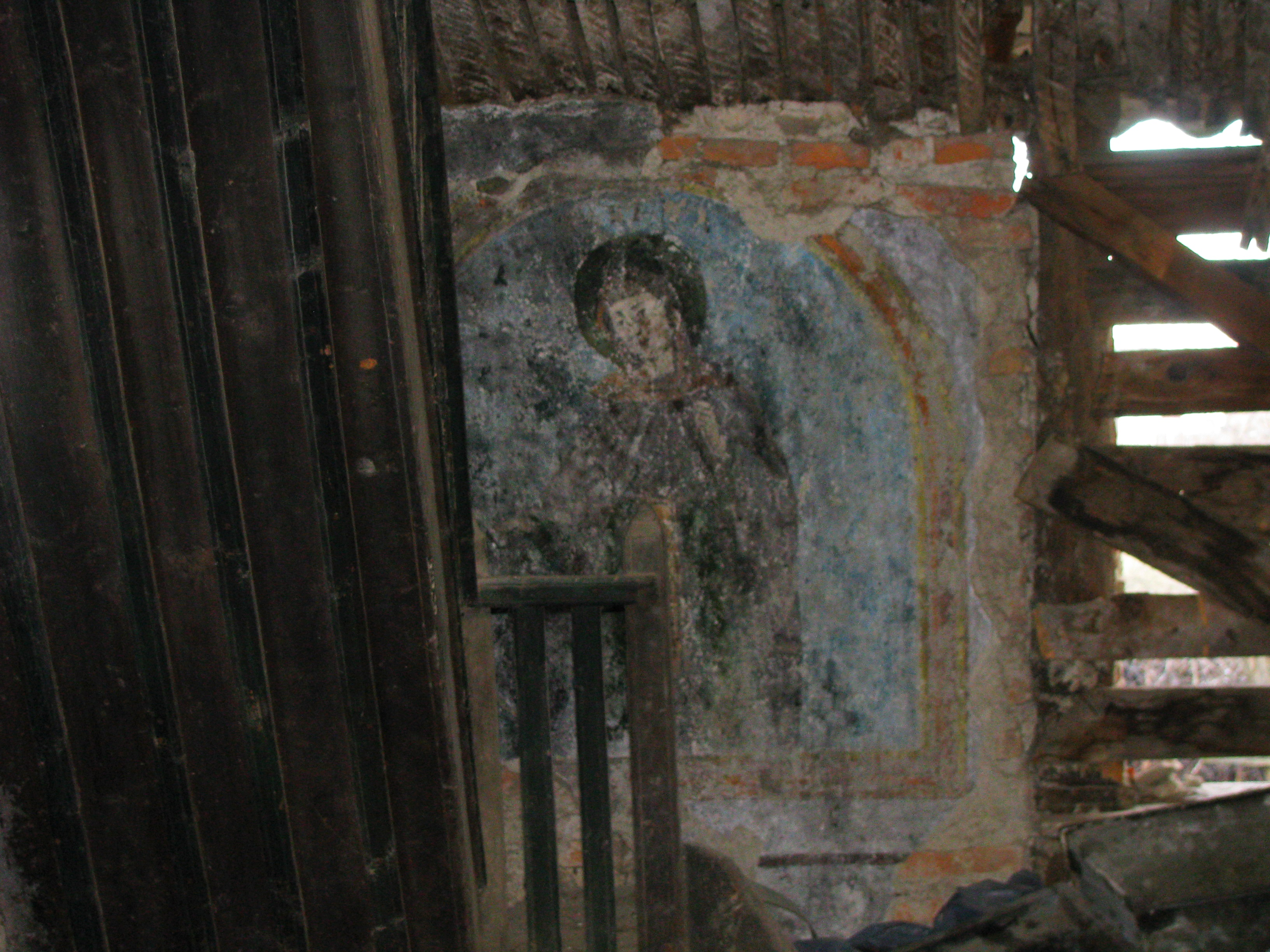
Pridvor
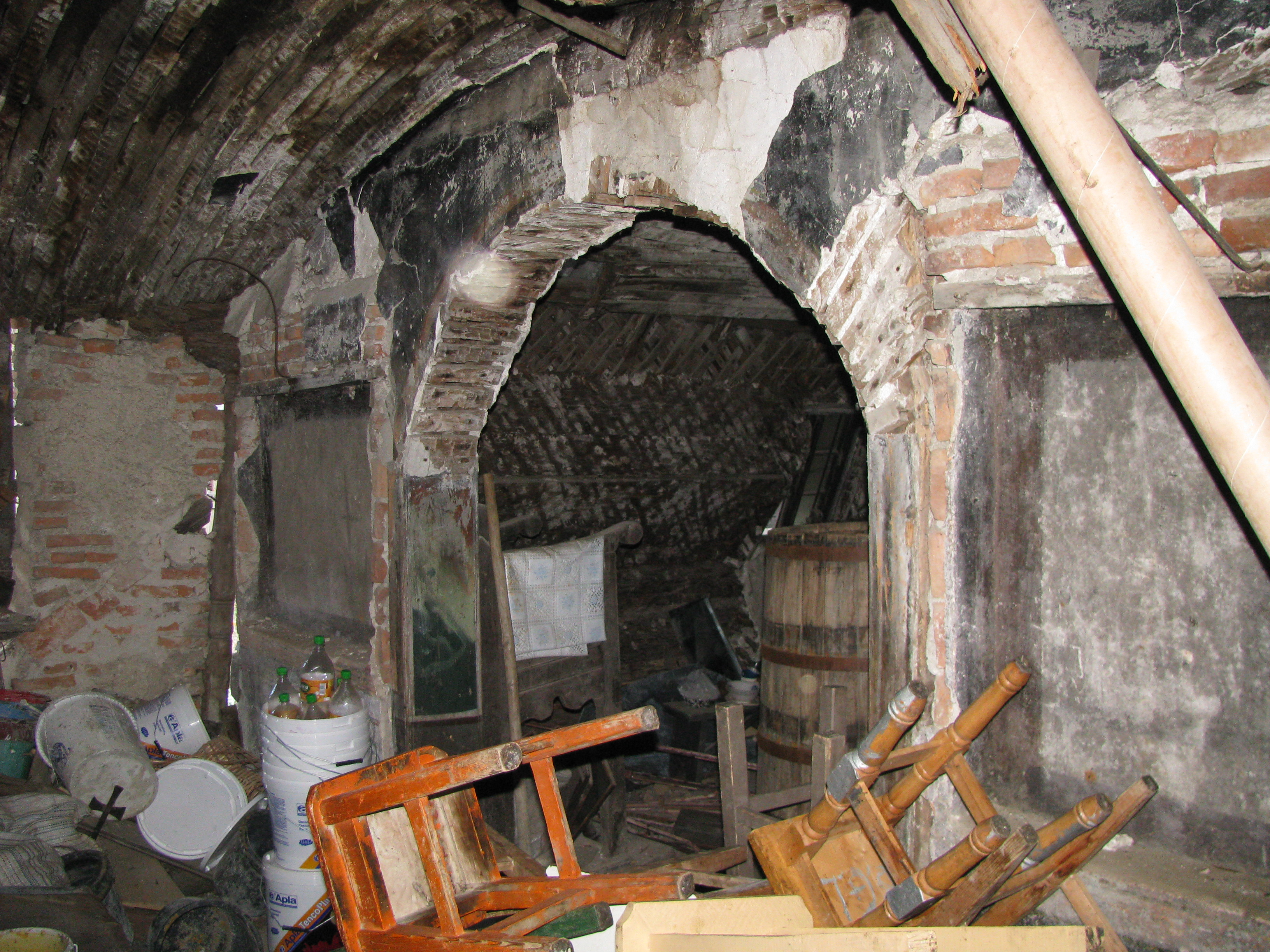
Pridvor
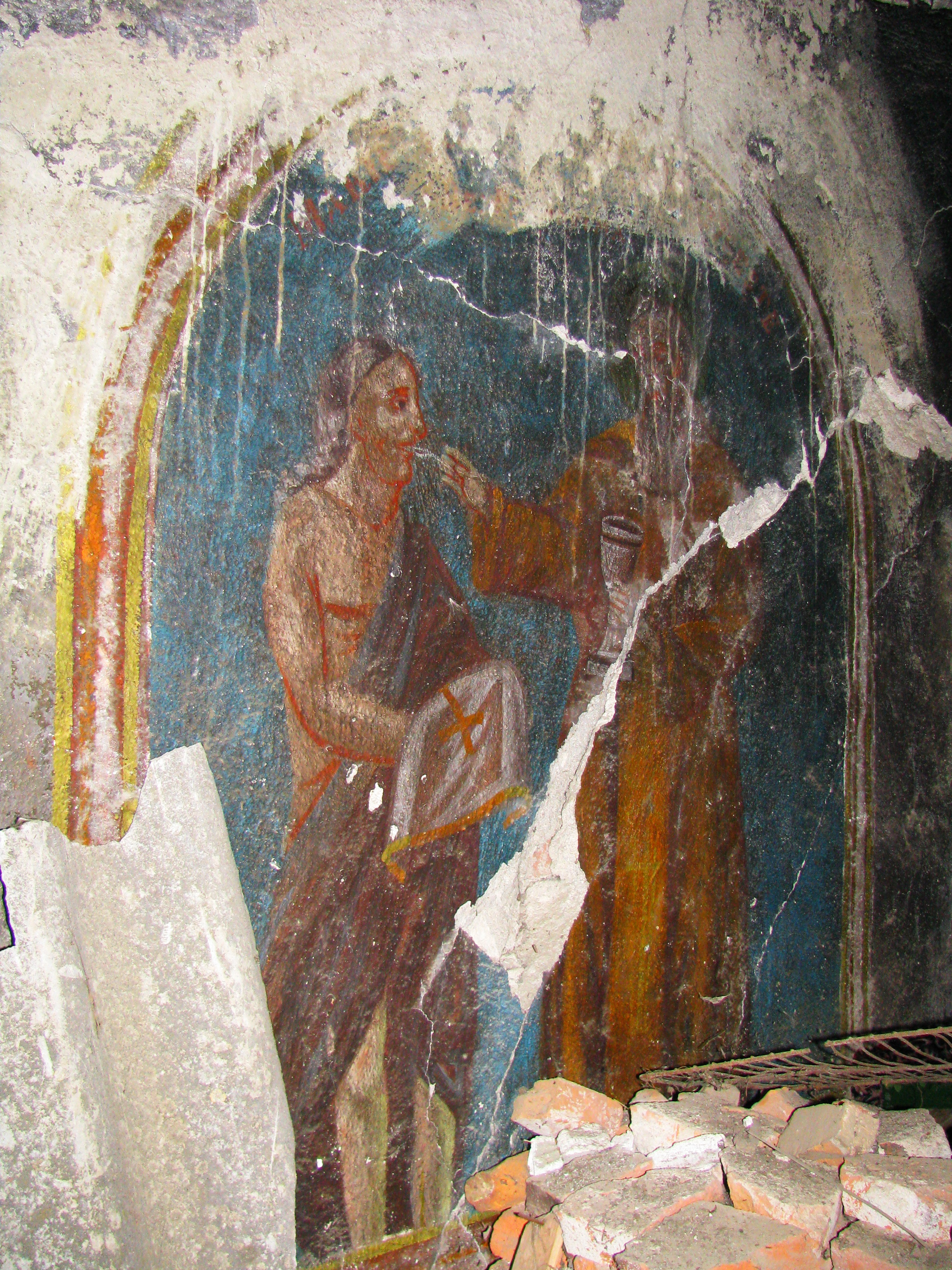
Pridvor
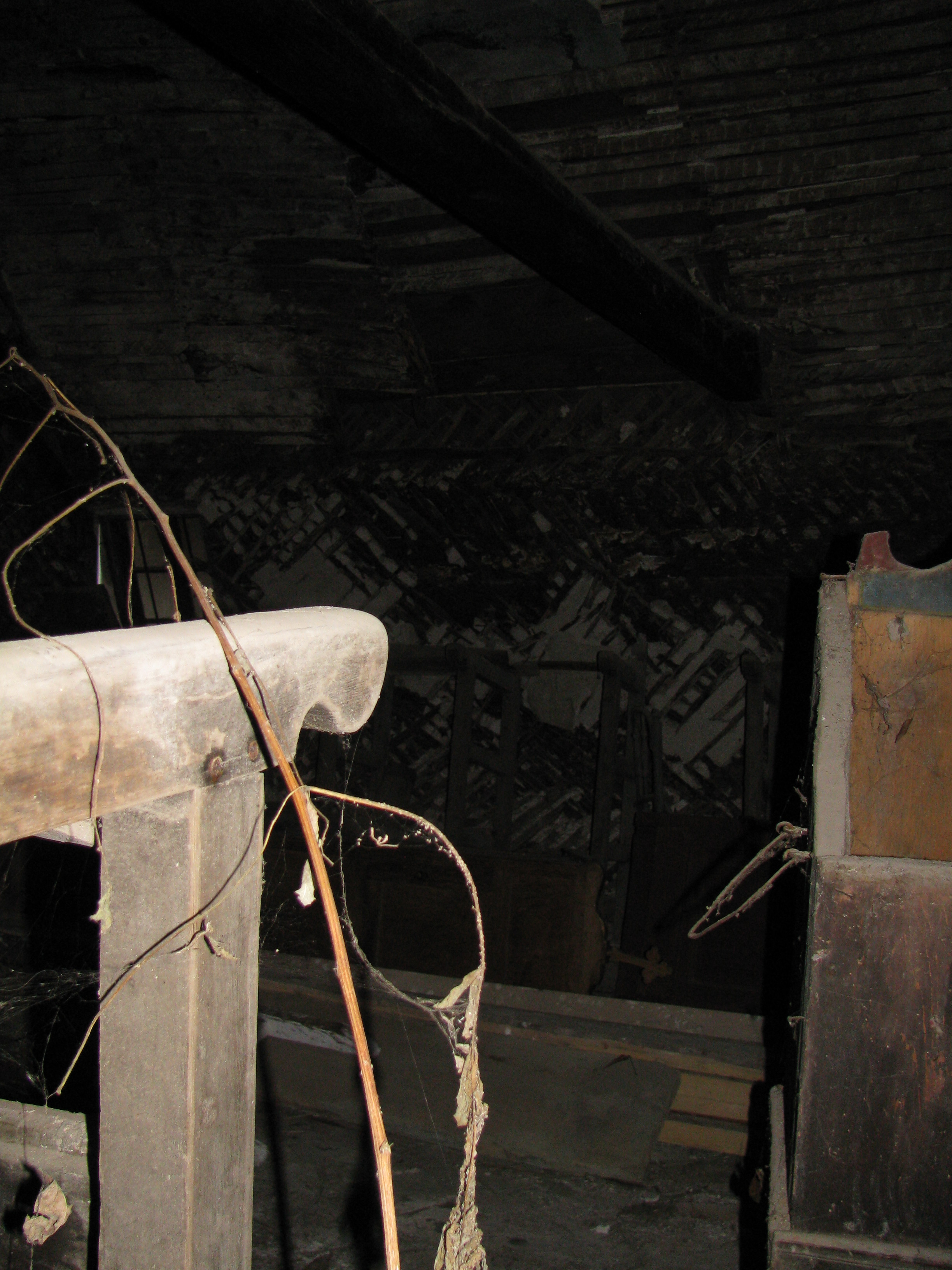
Naos
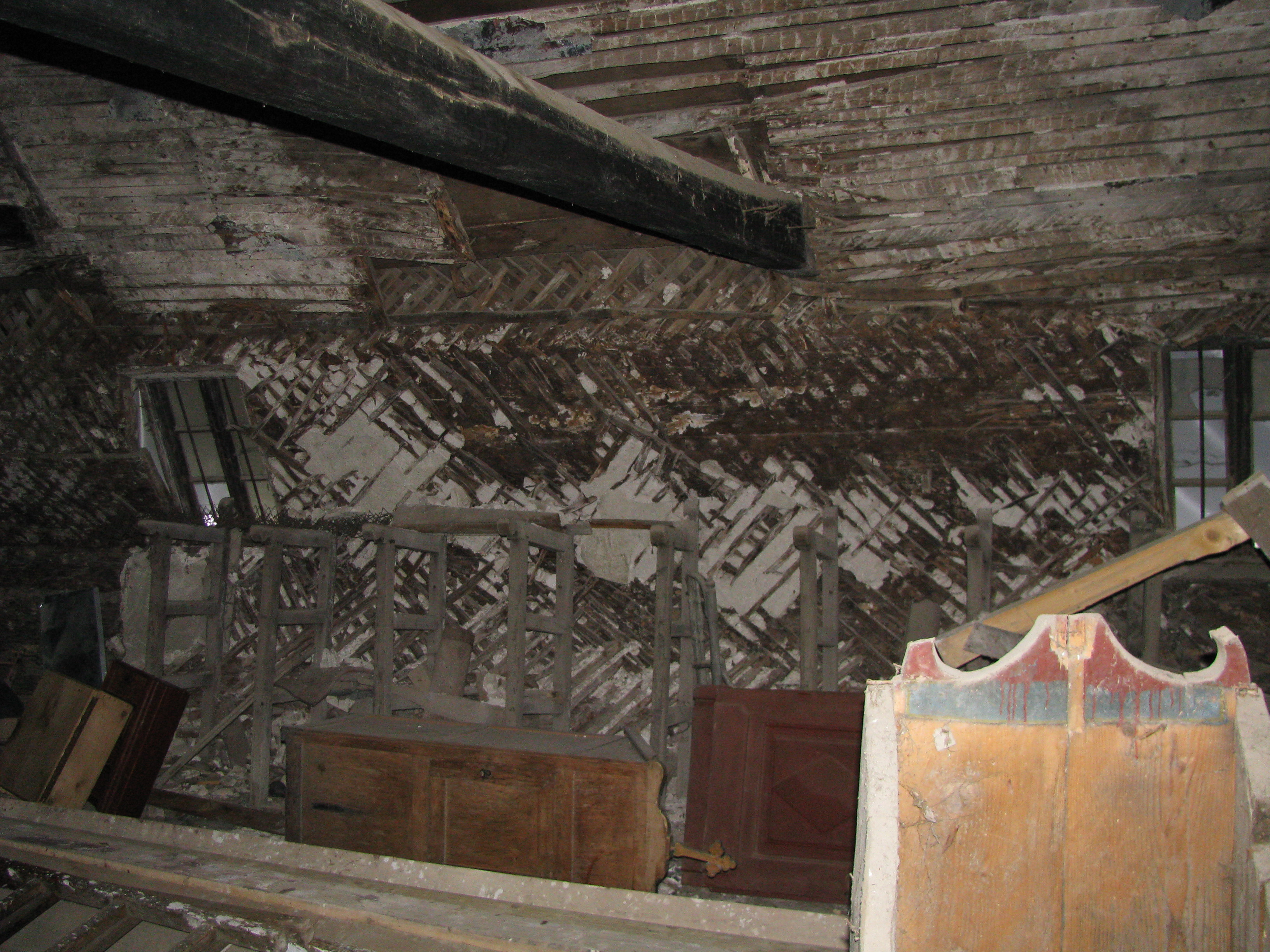
Naos
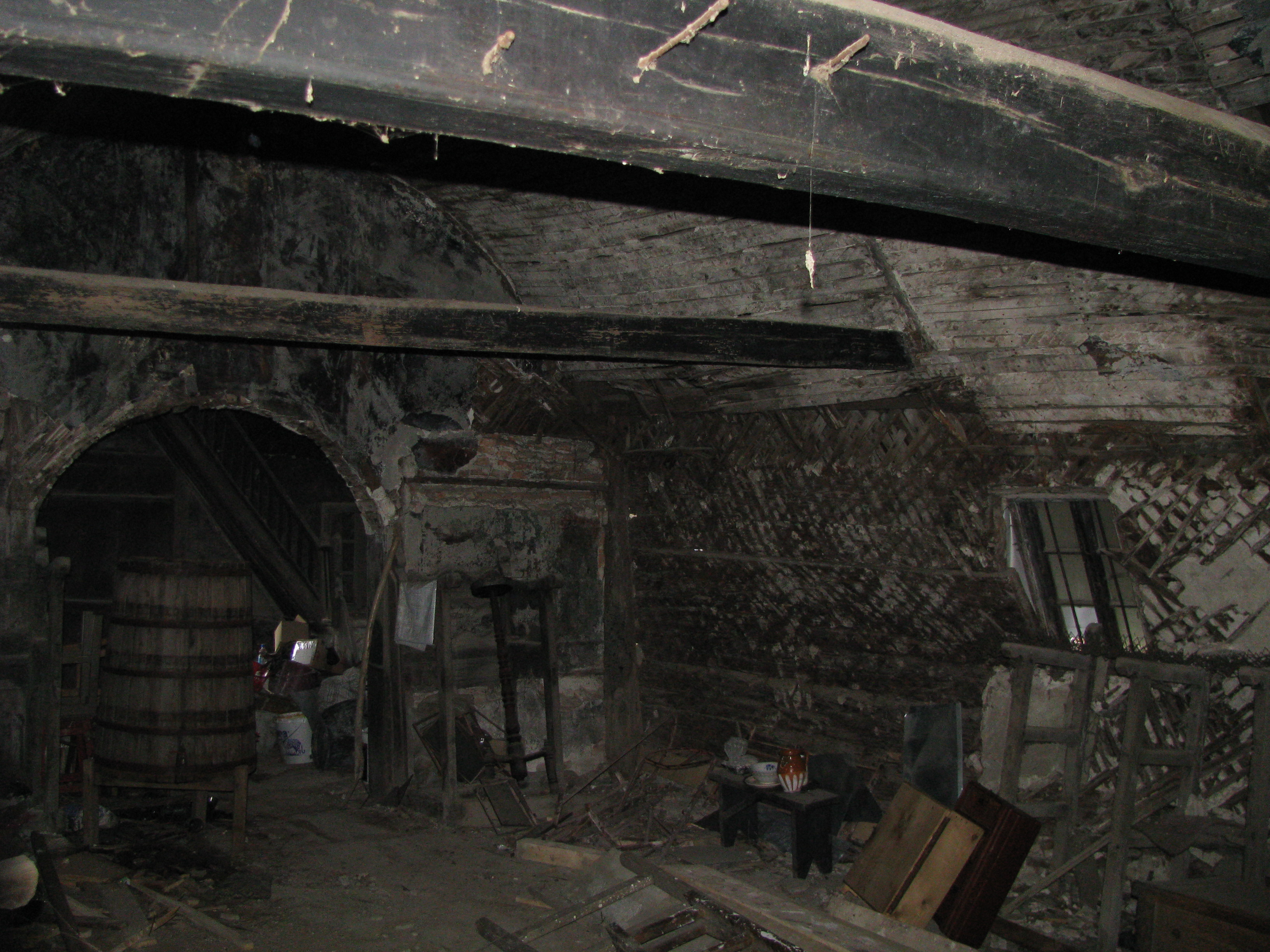
Naos
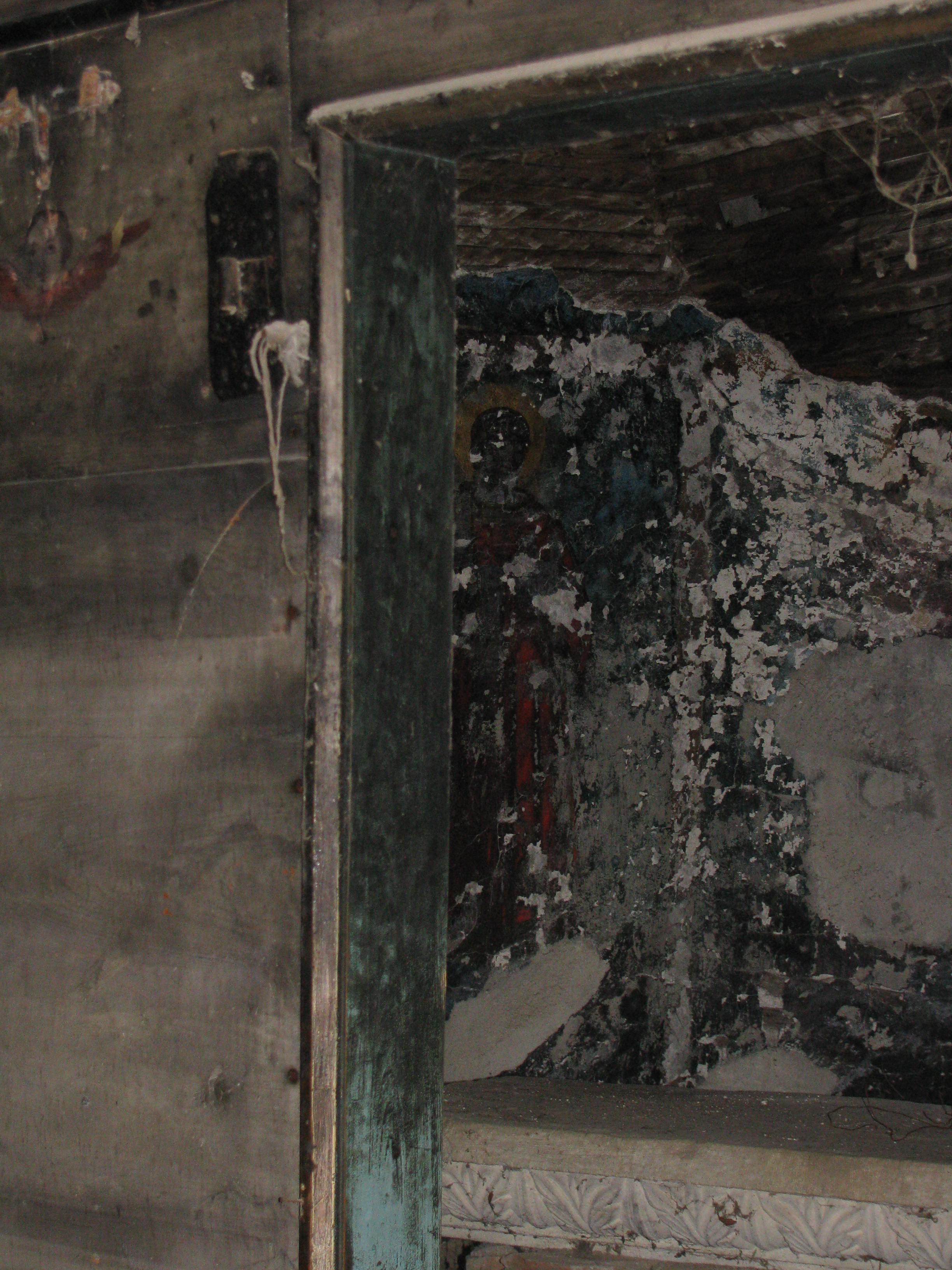
Naos, vedere spre altar
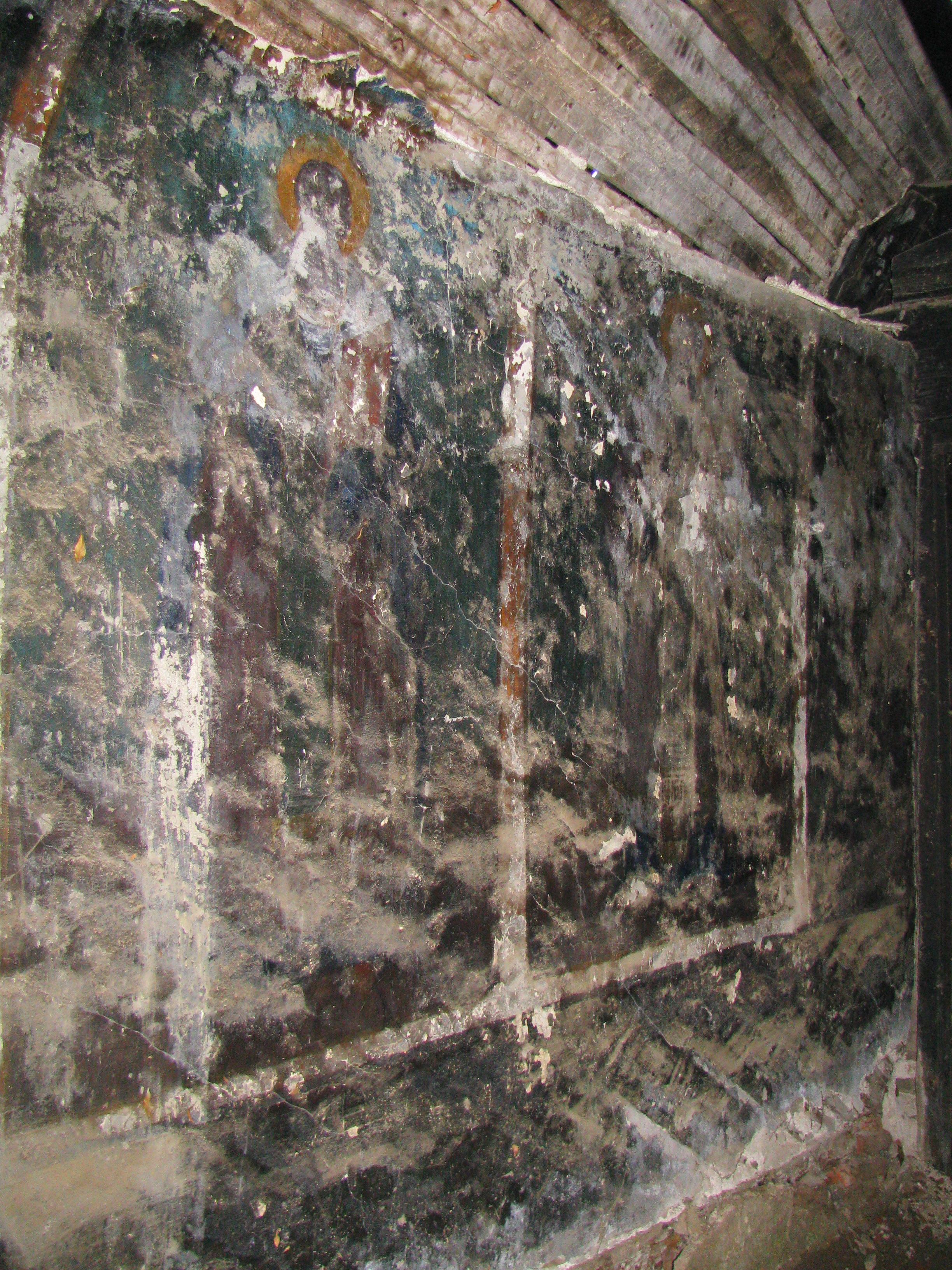
Altar
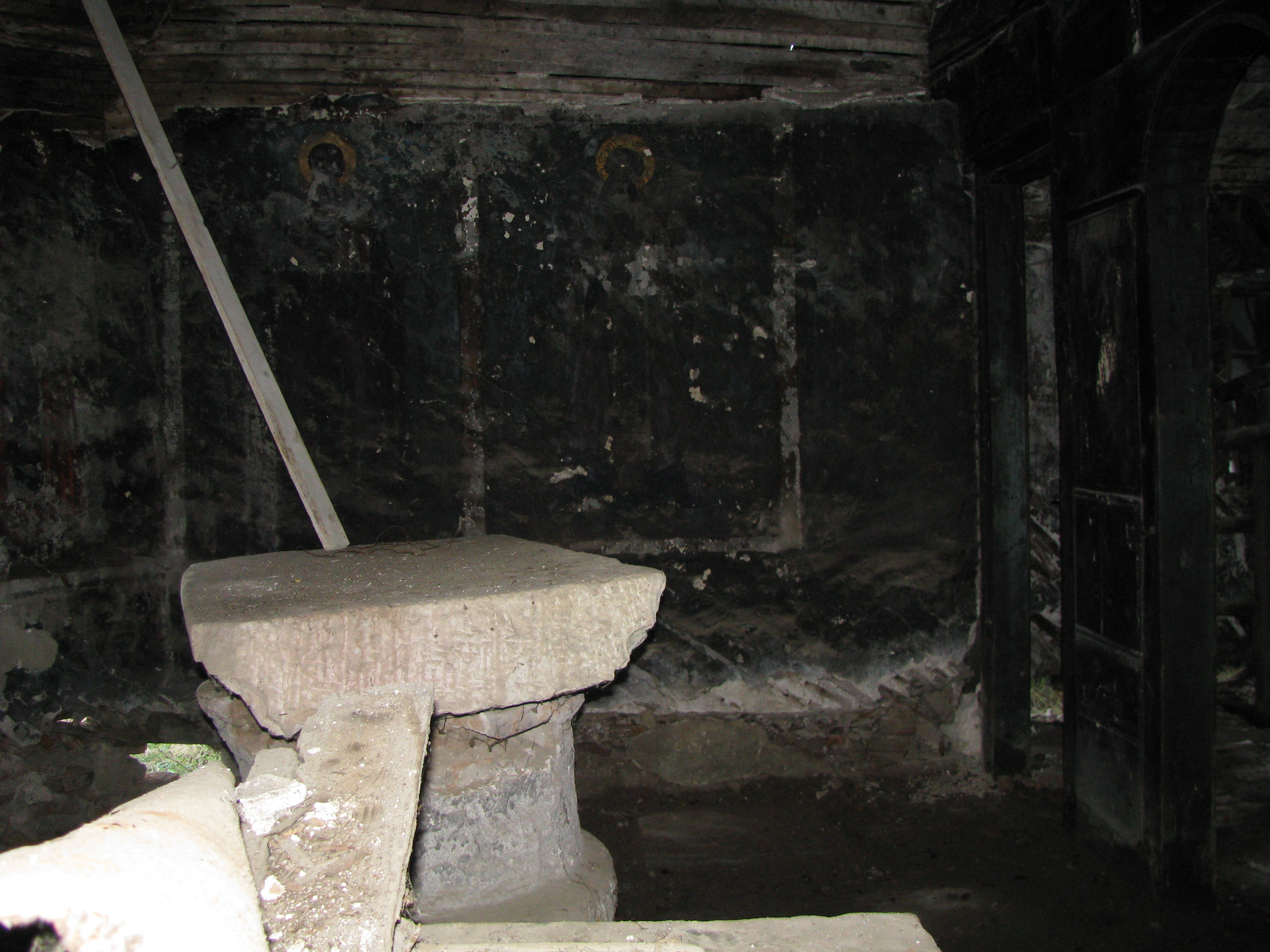
Altar
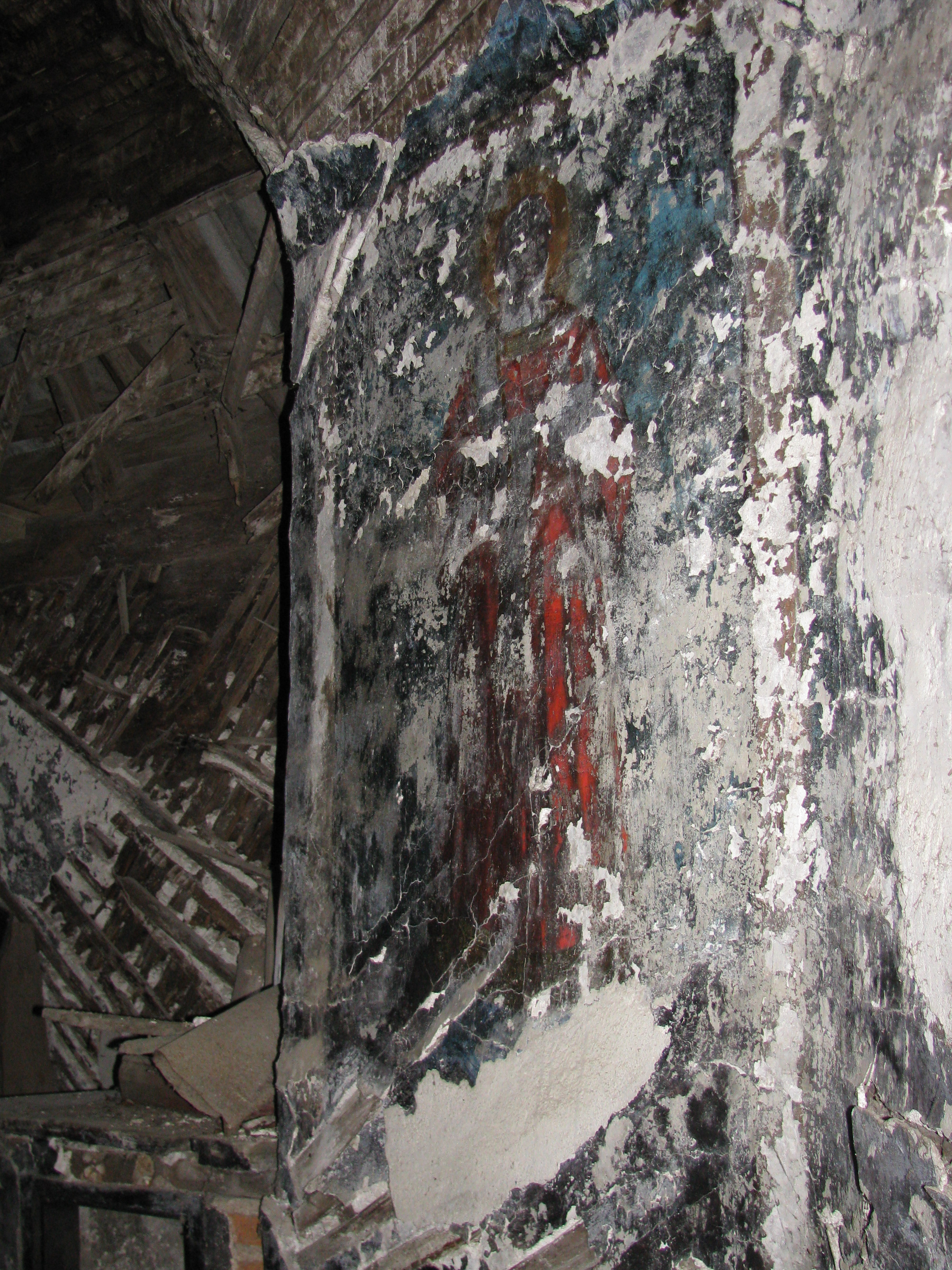
Altar